# Omar Bradley
Omar Nelson Bradley (Clark, 12 de fevereiro de 1893 – Nova Iorque, 8 de abril de 1981) foi um general norte-americano proeminente no comando de exércitos no Norte da África e na Europa durante a Segunda Guerra Mundial e o último general de cinco estrelas dos Estados Unidos.

## Carreira
Após servir como comandante de campo no Norte da África, durante os desembarques aliados em Omã e no Marrocos, que levaram à derrota final alemã no continente africano, primeiro como comandado do general George S. Patton e depois sucedendo-lhe, após a rendição das tropas nazistas na Tunísia e a invasão da Sicília, ele recebeu o comando do 1º Exército dos Estados Unidos quando da invasão da Normandia.
Durante a Operação Overlord, Bradley comandou diretamente três corpos de exército em direção a seus alvos nas praias de Omaha e Utah e dali para o interior da França. A medida que cresciam os efetivos militares norte-americanos no solo europeu, dois exércitos foram formados, um sob o comando de Patton, antigo comandante de Bradley e outro sob o comando do general Hodges, os dois formando um novo grupo de exércitos, o 12º Grupo de Exércitos, sob o comando de Bradley. Em agosto de 1944, este grupo de exércitos chegou ao total de 900 000 homens, se tornando o maior número de soldados em toda guerra comandados por um único comandante de campo.
Ao contrário de alguns dos mais poderosos e famosos generais da II Guerra, Bradley era um homem extremamente polido e cortês. Trazido à atenção do público em geral por reportagens de famosos correspondentes de guerra como Ernie Pyle, ele foi descrito numa reportagem da revista Life com a frase: “uma das coisas mais admiráveis em Bradley é sua gentileza. Ele nunca deu uma ordem a nenhum subordinado, de qualquer patente, sem dizer um 'por favor' antes”.
Vitorioso em seu avanço pela França e Bélgica até o interior da Alemanha, após a conquista por suas tropas da Ponte de Remagen sobre o rio Reno e de conter a última contra-ofensiva alemã nas Ardenas, Bradley foi promovido a general de quatro estrelas ao fim da guerra. Em 8 de maio de 1945, data da rendição geral alemã, seus exércitos contavam com o total de 1 300 000 homens.
Nos anos posteriores à Segunda Guerra Mundial, ele comandou a Associação de Veteranos por dois anos, ajudando a melhorar seu sistema de saúde e ajudando ex-combatentes a receber seus benefícios educacionais. Em 22 de setembro de 1950, foi promovido a general de cinco estrelas, o quinto e último homem no século XX a receber esta patente honorífica nas Forças Armadas dos Estados Unidos, ano em que também foi nomeado como primeiro presidente do comitê militar da OTAN. Em 1953, aposentou-se do exército e trabalhou na iniciativa privada em cargos de direção até 1973.
Passou os últimos anos de sua vida em Fort Bliss, um complexo do exército no Texas, onde habitava uma residência especial nos jardins do Centro Médico, falecendo em 1981, após fazer sua última aparição pública na posse do presidente Ronald Reagan. Foi enterrado com honras nacionais no Cemitério Nacional de Arlington, em Washington D.C.

## Resumo do serviço
Fontes:
- 1 de agosto de 1911: Cadete, Academia Militar dos Estados Unidos, West Point
- 12 de junho de 1915: 14º Regimento de Infantaria
- 10 de setembro de 1919: Professor do ROTC, South Dakota State College
- 13 de setembro de 1920: Instrutor, Academia Militar dos Estados Unidos
- 15 de setembro de 1924: Estudante da Escola de Infantaria, Fort Benning, Geórgia
- 1º de outubro de 1925: Comandante do Batalhão, 27º Regimento de Infantaria
- 10 de junho de 1927: Escritório de Guarda Nacional e Assuntos da Reserva, Departamento do Havaí
- 31 de agosto de 1928: Escola de Estudantes, Comando e Estado-Maior
- 1 de agosto de 1929: Instrutor, Escola de Infantaria do Exército dos Estados Unidos, Fort Benning, Geórgia
- 18 de agosto de 1933: Estudante, Escola Superior de Guerra do Exército dos Estados Unidos
- 30 de junho de 1934: Oficial de Planos e Treinamento, Academia Militar dos Estados Unidos
- 1º de junho de 1938: Estado-Maior do Departamento de Guerra, Chefe do Ramo de Operações do G-1 e Secretário Adjunto do Estado-Maior
- 5 de março de 1941: Comandante, Escola de Infantaria do Exército dos EUA, Fort Benning, Geórgia
- 19 de fevereiro de 1942: Comandante Geral, 82ª Divisão de Infantaria
- 27 de junho de 1942: Comandante Geral, 28ª Divisão de Infantaria
- 24 de fevereiro de 1943: Representante pessoal no campo para o Comandante Geral, Teatro de Operações do Norte da África (OTAN)
- 6 de março de 1943: Subcomandante, II Corpo
- 16 de abril de 1943: Comandante Geral, II Corpo, Norte da África e Sicília
- 9 de setembro de 1943: Comandante Geral, Teatro Europeu das Forças de Campo
- 6 de março de 1944: Comandante Geral, Primeiro Exército
- 1º de agosto de 1944: Comandante Geral, 12º Grupo de Exército
- 12 de julho de 1945: 12º Grupo de Exército desestabelecido, retornando aos Estados Unidos
- 15 de agosto de 1945: Administrador de Assuntos de Veteranos, Administração de Veteranos
- 7 de fevereiro de 1948: Chefe do Estado-Maior do Exército dos Estados Unidos
- 15 de agosto de 1949: Presidente do Estado-Maior Conjunto
- 19 de agosto de 1953: Permaneceu na ativa sem atribuição